# École nationale supérieure des mines de Paris
École nationale supérieure des mines de Paris (École des Mines de Paris, Mines ParisTech) là một trường đại học của Pháp và là trường cấu thành nên Đại học Khoa học và Văn khoa Paris (PSL), được thành lập bởi Vua Louis XVI của Pháp vào năm 1783.
Mines ParisTech được biết đến với thành tích xuất sắc của các trung tâm nghiên cứu và chất lượng của các mối quan hệ đối tác quốc tế với các trường đại học danh tiếng khác trên thế giới.
Trường là thành viên của hiệp hội ParisTech.

## Sinh viên tốt nghiệp nổi tiếng
- Alain Poher, một chính trị gia ôn hòa Pháp
- Patrick Pouyanné, chủ tịch và CEO của Total
- Trần Đại Nghĩa, người đã đặt nền móng xây dựng ngành khoa học kỹ thuật quân sự và công nghiệp quốc phòng Việt Nam